# Західний Годаварі
Західний Годаварі (тел. పశ్చిమ గోదావరి జిల్లా, англ. West Godavari) — округ на сході індійського штату Андхра-Прадеш. Адміністративний центр — місто Елуру. Площа округу — 7.742 км².

## Історія
Західний Годаварі утворений в 1925 році у результаті поділу округу Годаварі на два самостійних — Західний та Східний Годаварі.

## Населення
За даними індійського переписом 2011 року населення округу становило 3 936 966 особи, з яких 1 964 918 осіб чолової статі та 1 972 048 жінок. Співвідношення статей — 1004 жінок на 1000 чоловіків. Приріст населення — 3,51%. Частка міського населення становила 20,6%.
Рівень грамотності дорослого населення становив 74,63%.

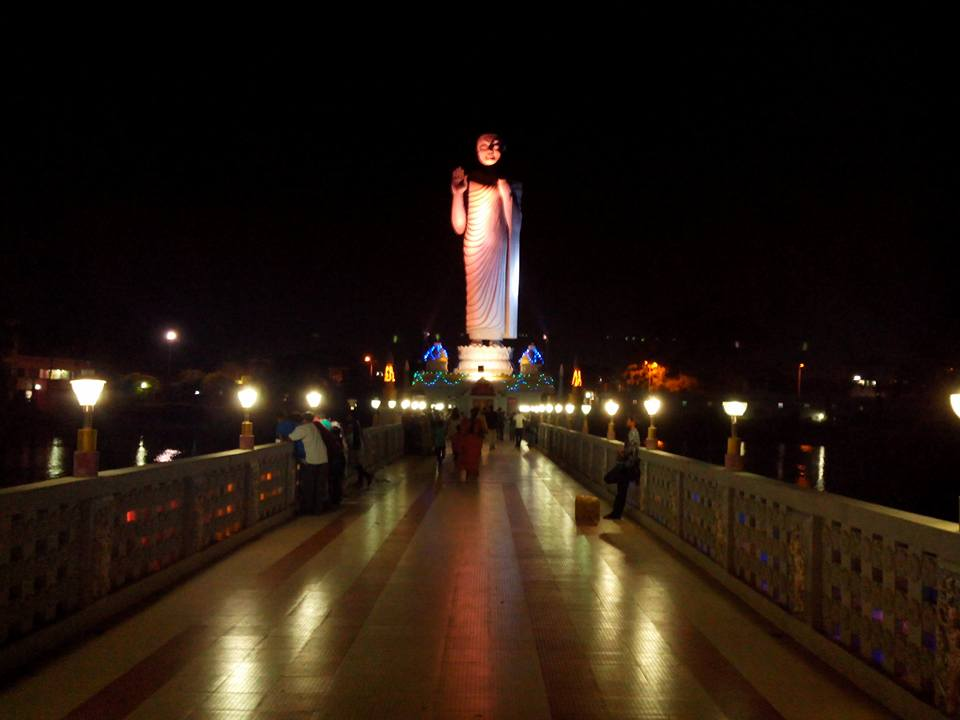
Парк Будди у Елуру

Населення за роками:

## Релігія
Мешканці округу в основному сповідують індуїзм. Основні релігійні меншини мусульман та християн. Релігійний склад населення вказаний у таблиці за переписом населення Індії у 2001 році.
| Буддисти     | Джайністи     | Індуїсти           | Мусульмани     | Сикхи       | Християни      | Інші       | Не вказано    |
| ------------ | ------------- | ------------------ | -------------- | ----------- | -------------- | ---------- | ------------- |
| 169 (0,00 %) | 1 356 (0,04%) | 3 580 207 (94,12%) | 79 048 (2,08%) | 251 (0,01%) | 138363 (3,64%) | 81 (0,00%) | 4 042 (0,11%) |

## Економіка
Більшість населення зайнято в сільському господарстві. Вирощують в основному рис, тютюн та перець чилі. Поширене рибальство. В окрузі діють численні невеликі промислові підприємств різних галузей. У містах розвинена торгівля.